# Présidence française du G20
 (mars 2011).
Si vous disposez d'ouvrages ou d'articles de référence ou si vous connaissez des sites web de qualité traitant du thème abordé ici, merci de compléter l'article en donnant les références utiles à sa vérifiabilité et en les liant à la section « Notes et références ».
 (mars 2023).
La présidence française du G20 est effective depuis la clôture du G20 au sommet de Séoul en novembre 2010 : elle présidera le groupe des 20 principales économies mondiales jusqu'en novembre 2011, lorsque se tiendra le sommet de Cannes. Dans la continuité des travaux de Séoul, qui ont principalement porté sur la question des changes et les déséquilibres monétaires et économiques mondiaux et ont débouché sur la réforme de la gouvernance du FMI, la présidence française a défini trois priorités :
1. La poursuite du système monétaire international, l'objectif étant de diminuer la très forte instabilité des changes et d'améliorer la coordination des politiques économiques des grandes zones économiques mondiales, qui est encore très insuffisante. Lors du sommet de Cannes, le FMI devra présenter les propositions qui lui ont été demandées à Séoul pour construire « un système monétaire international plus stable et plus résistant ».
2. Une réflexion sur la régulation des prix des matières premières, marqués par une trop forte volatilité. Les débats concerneront aussi bien les matières premières agricoles que les ressources énergétiques ou minérales, et seront conduits par les organisations internationales compétentes pour proposition de décisions à adopter sous présidence française : des mesures visant à renforcer la transparence des marchés et à y limiter les mouvements spéculatifs pourraient être décidées.
3. La réforme de la gouvernance mondiale, qui a déjà commencé avec la récente adoptions des réformes du FMI et de la Banque mondiale, réformes qu'il faudra mettre en œuvre. Pendant la présidence française, des propositions doivent être élaborées pour améliorer la gouvernance mondiale sur tous les sujets, en recherchant les meilleurs mécanismes possibles de coordination des activités des différentes institutions internationales qui travaillent sur un même sujet. Ce travail de coordination sera mené en priorité avec les institutions et différents organes sectoriels de l'ONU. La mise en place d'un secrétariat permanent du G20 sera également proposée, afin d'améliorer la continuité des travaux de l'organisation.

S'inscrivant dans la lignée des conclusions du sommet de Pittsburgh, le programme de la présidence française va dans le sens d'un renforcement du G20, instance récemment créée représentant les principales économies mondiales. Son ambition est de faire du G20 une structure qui ne soit pas seulement active durant les crises, mais qui au-delà de celles-ci constituera une force de proposition pour corriger les grands déséquilibres internationaux (économiques, environnementaux, sociaux...) et régler les problèmes nés de la mondialisation.
En préalable au sommet des chefs d'État des pays du G20 à Cannes, des réunions sectorielles réunissant les ministres des Finances (3 réunions), de l'Agriculture et de l'Emploi et du Travail (une réunion) seront organisées.